# Разуменко Аліна В'ячеславівна
Аліна В'ячеславівна Разуменко (нар. 4 лютого 1991, м. Харків) — українська акторка театру і кіно, ді-джей.

## Життєпис
Народилася у Харкові 4 лютого 1991 року.
Закінчила Харківський національний університет мистецтв імені Івана Котляревського за спеціальністю «актор драматичного театру і кіно» (2013 рік). Протягом року працювала у Харківському театрі ім. Тараса Шевченка (Німфетка у постановці Олексанра Ковшуна «Набоков. Повернення»).
Співпрацювала із театром «New Stage» (Київ), працювала акторкою Незалежного антрепризної театру (Москва).
Кінодебют відбувся у 2011 році — фільм «Бабло» режисера Костянтина Буслова. Активно знімається у кіно та серіалах.
У якості ді-джея відвідала з турами більш 40 країн.

## Фільмографія
| Рік  |   | Українська назва         | Оригінальна назва     | Роль                         |
| ---- | - | ------------------------ | --------------------- | ---------------------------- |
| 2011 | ф | Бабло                    | Бабло                 | стюардеса                    |
| 2013 | с | Як гартувався стайл      | Как закалялся стайл   | Оля                          |
| 2014 | с | Дворняжка Ляля           | Дворняжка Ляля        | медсестра                    |
| 2014 | с | Самотній за контрактом   | Одинокий по контракту | епізод                       |
| 2015 | с | Відділ 44                | Отдел 44              | Єлізавета                    |
| 2016 | с | Майор і магія            | Майор и магия         | Валя, медсестра              |
| 2018 | с | Ненадісланий лист        | Неотправленное письмо | Поліна                       |
| 2018 | с | Дефективи                | Дефективы             | клієнтка Валери              |
| 2019 | с | Звонар                   | Звонарь               | Лоліта                       |
| 2019 | с | На свойому боці          | На твоей стороне      | Анна, секретарка             |
| 2019 | с | Не жіноча праця          | Не женская работа     | Анжела Кокорєва              |
| 2019 | с | Я все тобі доведу        | Старший следователь   | Ельвира                      |
| 2020 | с | Другий шанс              | Второй шанс           | епізод                       |
| 2020 | с | Виклик                   | Вызов                 | Аліна                        |
| 2020 | с | Два серця                | Два сердца            | епізод                       |
| 2020 | с | Жіночі секрети           | Женские секреты       | коханка Андрія               |
| 2020 | с | Мишоловка для кота       | Мышеловка для кота    | адміністраторка салона краси |
| 2020 | с | Не кажи мені про кохання | Не говори мне о любви | Кіра                         |
| 2020 | с | Ніколи не здавайся       | Никогда не сдавайся   | Ніка                         |
| 2020 | с | СуперКопи                | Super Cops            | Ксюха                        |
| 2021 | с | Без тебе                 | Без тебя              | Ірина, натурниця             |

## Театральні роботи

### «New Stage» (Київ)
- Дженні — «Just Married» («Шикарная Свадьба») Робіна Хоудона — реж. Ігор Матіїв

### Московський Незалежний антрепризний театр
- Ольга — «Нічні забави» В. Мережко
- Гелла — «Мастер и Маргарита» М. Булгакова — реж. Валерий Белякович
- Малюк — «Малюк і Карлсон»
- Лізетта, Лауретта — «Декамерон» — реж. Валентин Варецький
- Панночка — «Вій»
- Еллочка-Людожерка — «12 стільців»

### Харківський академічний український драматичний театр імені Тараса Шевченка
- Німфетка — «Набоков. Повернення» — реж. Олексанр Ковшун